# Sergey Martynov
Sergey Martynov, född 22 juli 1965, är en kazakisk bågskytt. Han deltog vid olympiska sommarspelen 1996.